# Sia dai 2
Sia dai 2 é um filme de drama tailandês de 1996 dirigido e escrito por Chatrichalerm Yukol. Foi selecionado como representante da Tailândia à edição do Oscar 1997, organizada pela Academia de Artes e Ciências Cinematográficas.

## Elenco
- Sorapong Chatree - Rabin
- Arunroj Liamthong - Pasinee Srikamroong
- Marisa Anita - Rose
- Wichuda Monkolket - Sida
- Yanee Tramoth - Anuwat
- Sarin Bangyeekan - Sarit
- Fonpa Sadissarat - May
- Pongsanart Vinsiri